# Tommaso II di Savoia (vescovo)
Tommaso II di Savoia-Acaia (1323 – Torino, 1362) è stato un vescovo cattolico italiano.

## Biografia
Tommaso II di Savoia-Acaia era figlio del principe Filippo I di Savoia-Acaia e di Caterina de La Tour du Pin.
Intrapresa la carriera ecclesiastica, divenne canonico a Lione e venne nominato vescovo di Torino già nel 1348, anche se ricevette la consacrazione episcopale il 3 aprile 1351 dal vescovo di Aosta Niccolò de Bersatori II.
Viene indicato come vescovo Tommaso II di Savoia per differenziarlo da un omonimo zio (figlio di suo nonno Tommaso III di Savoia) che era stato eletto vescovo di Torino nel 1300 ma la cui elezione era stata cassata da papa Bonifacio VIII.
Durante il suo episcopato fu molto favorevole alla casata d'Acaia ed in particolare a suo fratello Giacomo di Savoia-Acaia, oltre a prodigarsi a favore dei frati umiliati di Avigliana.
Morì a Torino nel 1362.

## Genealogia episcopale
La genealogia episcopale è:
- Arcivescovo Bertrando de Bertrandis
- Vescovo Niccolò de Bersatori II
- Vescovo Tommaso II di Savoia

## Ascendenza
|                            |                              |                        | Genitori                      |  |  | Nonni |  |  | Bisnonni             |  |  | Trisnonni           |  |
|                            |                              |                        |                               |  |  |       |  |  | Tommaso II di Savoia |  |  | Tommaso I di Savoia |  |
|                            |                              |                        |                               |  |  |       |  |  | Tommaso II di Savoia |  |  | Tommaso I di Savoia |  |
|                            |                              | Margherita di Ginevra  |                               |  |  |       |  |  | Tommaso II di Savoia |  |  |                     |  |
| Tommaso III di Savoia      |                              |                        |                               |  |  |       |  |  | Tommaso II di Savoia |  |  |                     |  |
|                            |                              | Beatrice Fieschi       | Teodoro Fieschi               |  |  |       |  |  |                      |  |  |                     |  |
|                            |                              | Beatrice Fieschi       | Teodoro Fieschi               |  |  |       |  |  |                      |  |  |                     |  |
|                            |                              | Beatrice Fieschi       | Simona de Volta di Capo Corso |  |  |       |  |  |                      |  |  |                     |  |
| Filippo I di Savoia-Acaia  |                              | Beatrice Fieschi       |                               |  |  |       |  |  |                      |  |  |                     |  |
|                            |                              | Ugo di Châlon          | Giovanni di Châlon            |  |  |       |  |  |                      |  |  |                     |  |
|                            |                              | Ugo di Châlon          | Giovanni di Châlon            |  |  |       |  |  |                      |  |  |                     |  |
|                            |                              | Ugo di Châlon          | Matilde di Borgogna           |  |  |       |  |  |                      |  |  |                     |  |
| Guya di Borgogna           |                              | Ugo di Châlon          |                               |  |  |       |  |  |                      |  |  |                     |  |
|                            |                              | Adelaide I di Borgogna | Ottone II di Borgogna         |  |  |       |  |  |                      |  |  |                     |  |
|                            |                              | Adelaide I di Borgogna | Ottone II di Borgogna         |  |  |       |  |  |                      |  |  |                     |  |
|                            |                              | Adelaide I di Borgogna | Beatrice II di Borgogna       |  |  |       |  |  |                      |  |  |                     |  |
| Tommaso II di Savoia       |                              | Adelaide I di Borgogna |                               |  |  |       |  |  |                      |  |  |                     |  |
|                            | Alberto IV de la Tour du Pin | …                      |                               |  |  |       |  |  |                      |  |  |                     |  |
|                            | Alberto IV de la Tour du Pin | …                      |                               |  |  |       |  |  |                      |  |  |                     |  |
|                            | Alberto IV de la Tour du Pin | …                      |                               |  |  |       |  |  |                      |  |  |                     |  |
| Umberto I del Viennois     | Alberto IV de la Tour du Pin |                        |                               |  |  |       |  |  |                      |  |  |                     |  |
|                            |                              | Beatrice di Coligny    | …                             |  |  |       |  |  |                      |  |  |                     |  |
|                            |                              | Beatrice di Coligny    | …                             |  |  |       |  |  |                      |  |  |                     |  |
|                            |                              | Beatrice di Coligny    | …                             |  |  |       |  |  |                      |  |  |                     |  |
| Caterina de la Tour du Pin |                              | Beatrice di Coligny    |                               |  |  |       |  |  |                      |  |  |                     |  |
|                            |                              | Ghigo VII del Viennois | Ghigo VI del Viennois         |  |  |       |  |  |                      |  |  |                     |  |
|                            |                              | Ghigo VII del Viennois | Ghigo VI del Viennois         |  |  |       |  |  |                      |  |  |                     |  |
|                            |                              | Ghigo VII del Viennois | Beatrice di Monferrato        |  |  |       |  |  |                      |  |  |                     |  |
| Anna di Borgogna           |                              | Ghigo VII del Viennois |                               |  |  |       |  |  |                      |  |  |                     |  |
|                            |                              | Beatrice di Faucigny   | Pietro II di Savoia           |  |  |       |  |  |                      |  |  |                     |  |
|                            |                              | Beatrice di Faucigny   | Pietro II di Savoia           |  |  |       |  |  |                      |  |  |                     |  |
|                            |                              | Beatrice di Faucigny   | Agnese di Faucigny            |  |  |       |  |  |                      |  |  |                     |  |
|                            |                              | Beatrice di Faucigny   |                               |  |  |       |  |  |                      |  |  |                     |  |